# 杨笑天
杨笑天（1990年3月26日—），是一名中国足球运动员，现在效力于中国足球超级联赛俱乐部广州城，司职后卫。

## 俱乐部生涯
杨笑天出自江苏足协的青训体系，2009年入选以江苏全运队，参加在山东举行的第十一屆全運會。2010年，完成全运会任务的杨笑天进入中国足球超级联赛俱乐部江苏舜天一线队。但他在江苏的前三年未能得到为一线队出场的机会。2012年2月至3月，他曾经和队友渠成一起到意大利球队帕尔马受训三周。2013年3月3日，他进入江苏舜天参加2013年中国足球协会超级杯的替补名单，但没有出场，跟随球队2比1击败广州恒大，历史上首夺超级杯冠军。4月14日，杨笑天在江苏舜天客场0比3不敌贵州人和下半场开场前替补姜嘉俊出场，上演职业生涯的首秀。

## 荣誉
江苏舜天
- 中国足球协会超级杯：2013